# Punata
Punata es una ciudad y municipio de Bolivia, capital de la provincia de Punata en el departamento de Cochabamba. Su nombre deriva del quechua y significa "altura o lugar alto". Es conocida por ser una de las mayores productoras de chicha del Valle, bebida tradicional que se produce desde la época incaica; y también es conocida por la elaboración de rosquetes. Debido a esto se la conoce con el apodo de La Perla del Valle.

## Historia
Los orígenes históricos de Punata se remontan al tiempo del reinado del Inka Qhapaj Yupanki. Punata fue asiento de los Reales Cacique Incas. 

### Fundación de Punata
Su fundación tuvo lugar el 15 de febrero de 1781. Durante la época colonial tomó forma y gobierno de pueblo capitalino. Se formó como un poblado Español, siendo muy importante sus tierras fértiles para la producción agrícola. El Curato de Punata perteneció al Partido de Clisa.

### Curato de Punata
183. "Su situación es a un lado del valle y a la inmediación del río de Punata, en un plano bastante llano pero cienagoso en sus inmediaciones en tiempo de aguas. Sus casas son como en Tarata, y lo mismo la iglesia, con la diferencia de estar muy alhajada y sus altares bien adornados. 

Goza de mucho riego por lo que las cosechas de trigo y maíz son muy seguras que en Tarata, aunque en años abundantes de lluvia suelen perderse; tiene muchas huertas de exquisitas frutas y buenas hortalizas. Todo su distrito está poblado de haciendas, aun en mayor número que en Tarata. Su población se compone de 1332 españoles, 4350 mestizos, 612 mulatos, 3411 indios forasteros sin tierras y 27 negros, cuyo total es de 9732 almas".
Francisco de Viedma

### Villa de Punata

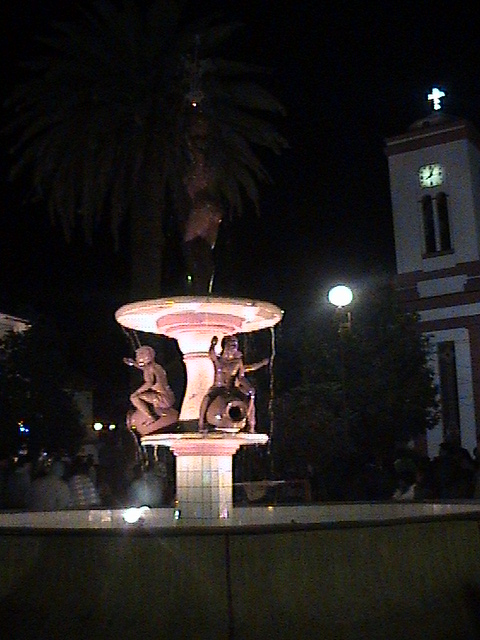
Fuente de Agua (Punata)

Andrés de Santa Cruz, durante su función de presidente, y el ministro Andrés María Torrico (natural de Punata), volviendo de Chuquisaca el 11 de mayo de 1838, llegan a Mizque el 13 de mayo y el 16 de mayo arriban a Punata. Desde las alturas de Arani contemplan el amplio y florido valle para llegar a la casa solariega del estadista Andrés María Torrico. Impresionado por su paisaje, riqueza agropecuaria y por la calidad de su gente, en un acto justo, dicta el siguiente decreto:
“Decreto 18 de mayo.- ERIJE EN VILLA EL CANTÓN DE PUNATA.- Andrés de Santa Cruz capitán general y presidente de Bolivia, pacificador del Perú, protector de los estados nor y sud peruanos, etc. Considerando: Que, este pueblo, ha prestado servicios distinguidos a la causa de la Independencia de América; y que la memoria de ellos, deber perpetuarse para que sus habitantes recuerden los títulos, por los que se han hecho acreedores a la gratitud de la Nación y del Gobierno”.
DECRETO: Art. único.- Se erige este cantón en Villa, y será llamado en adelante “VILLA DE PUNATA”. Los ilustres personajes permanecieron hasta el 23 de mayo, para continuar a La Paz.

### Ciudad de Punata
En el gobierno de José Manuel Pando se eleva la Villa de Punata al rango de Ciudad de Punata, por ley del 19 de enero de 1900 y se ratifica el 7 de marzo del mismo año.
En 1900, Punata era la segunda provincia en cantidad de población en el departamento después de Tapacarí, y el centro poblado de Punata era el más importante después de Tarata, que fueron los centros más importantes en el siglo anterior, tal como consta en los datos del censo 1900.

## Organización territorial
La Ciudad de Punata está dividida en cinco distritos municipales, comprendiendo un total de 88 O.T.B.:
- Distrito 1: área urbana, comprende a 17 juntas vecinales.
- Distrito 2: área rural, comprende a 26 comunidades.
- Distrito 3: área rural, comprende a 38 comunidades.
- Distrito 4: área rural, comprende a 18 comunidades.
- Distrito 5: área rural, comprende a 6 comunidades.

## Demografía
De acuerdo con el censo boliviano de 2024, la población del municipio de Punata es de 34 813 habitantes.
La población del municipio aumentó aproximadamente un tercio entre 1992 y 2024:
| Año  | Habitantes (municipio) | Fuente |
| ---- | ---------------------- | ------ |
| 1992 | 27.154                 | Censo  |
| 2001 | 26.140                 | Censo  |
| 2012 | 28.707                 | Censo  |
| 2024 | 34.813                 | Censo  |

## Salud
En la ciudad de Punata se encuentra el Hospital de Referencia Manuel Ascencio Villarroel de II Nivel para el Valle Alto, además tiene siete Centros Médicos en el área dispersa siendo estos: Capilla, La Villa, León Rancho, Tajamar, Laguna Sulty, Virgen de Guadalue y Cursani. 

## Educación
La ciudad de Punata cuenta con tres núcleos educativos: Dr. Rubén Ferrufino, Adela Zamudio y René Barrientos, totalizando 26 unidades educativas.
En cuanto a la Educación Superior, en la ciudad se encuentra la Facultad Politécnica del Valle Alto dependiente de la Universidad Mayor de San Simón y La Universidad Latinoamericana ULAT.

## Economía
Punata se encuentra cada vez más conectada con los distintos municipios y localidades de la provincia, y al mismo tiempo con las otras provincias del valle alto. Con la construcción de caminos y puentes, el radio urbano de Punata se va ampliando con nuevas construcciones y algunas casas son derrumbadas para dar paso a otras edificaciones modernas.

### Actividad comercial

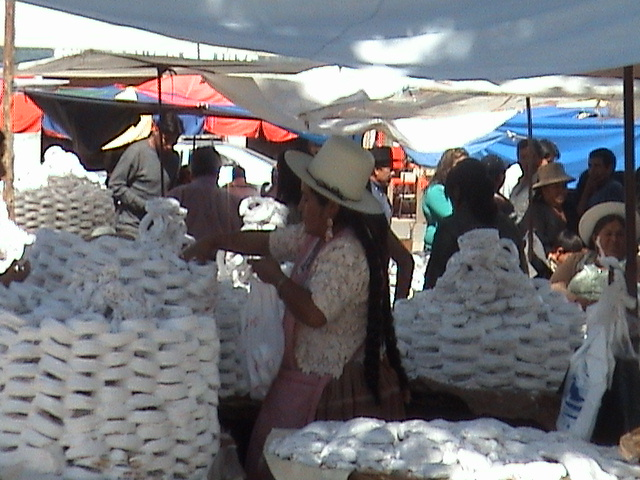
Tradicionales Rosquetes de Punata

La ciudad de Punata es un centro comercial de importancia en el departamento de Cochabamba. Tiene una actividad comercial permanente que se va incrementando significativamente, el día de feria son los días martes. Para conocer la magnitud del comercio de esta ciudad, a continuación se detalla información del comercio existente en su área urbana.
Tiendas de abarrotes como ser, venta de comidas en el "Comedor Popular" y los distintos lugares de expendio de comidas. Servicios farmacia, peluquerías, talleres eléctricos y electrónicos, sastres, funerarias, librerías, talleres de costura, oficios libres y otros. Chicherías su elaboración y expendio. Comercio de consumo familiar tiendas de ropa, electrodomésticos, zapatos, colchonerías, panaderías, agencias de cerveza y refresco, otros. Casas de venta de productos agroquímicos (abonos, fertilizantes, semillas) y ferreterías. joyerías y relojerías.Y otros como Internet, juegos.

### Martes de feria
En Punata cada martes se realiza la feria, donde asisten personas del municipio y otros municipios cercanos.La feria es la actividad donde las personas se abastecen de productos de la canasta familiar y al mismo tiempo se realiza el trueque de diferentes productos en especial el pan de maíz,trigo.Es tan significativa la feria por la abundancia de productos de diferentes municipios en especial de la Villa ya que en ese lugar producen verduras ,hotalizas,en especial la cebolla que es tan rica, es por el riego directo del río a los sembradíos.
En Punata se tiene la feria de ganado más grande de Bolivia.

### Mercados
En cuanto a mercados que funcionan el día martes (día de feria) se tienen:

#### Mercado Central de Punata “Tte. Alberto Montaño”:
Especializado en venta de verduras, hortalizas, frutas, carnes, pan, empanadas, abarrotes, flores, ropas, zapatos, comidas y productos envasados. Este mercado funciona todos los días de la semana.

#### Playa de ganado:

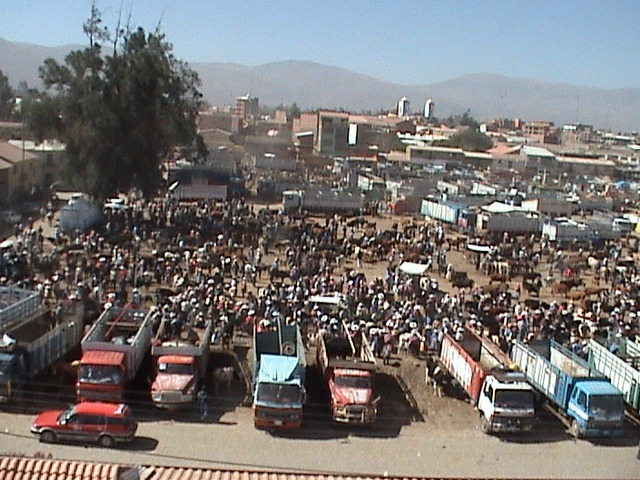
Playa mayor de Ganado Punata

Mercado de ganado mayor en pie, (toros, vacas, bueyes, cerdos, caballos y burros) traídos de alrededores de la provincia, provincias vecinas, Vallegrande (Santa Cruz) y de otros lugares. Contigua a este otro mercado donde se venden materiales de construcción, verduras, coca.
Un mercado de ganado menor en pie, (ovejas, cabras) y en este se vende también conejos, animales domésticos.

#### Playa de granos

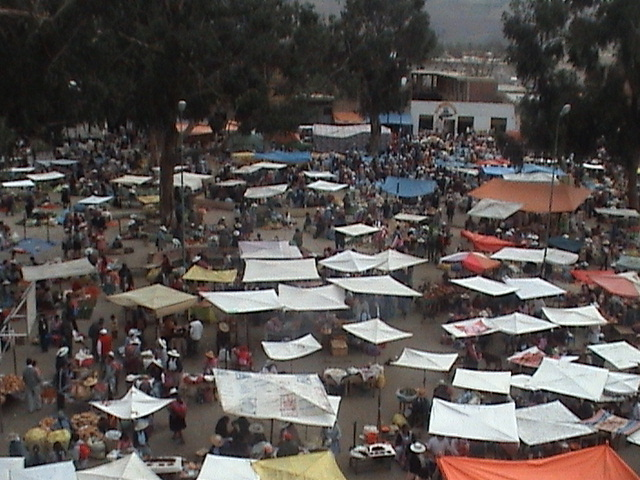
Playa de Granos

Ubicada en la Plaza Gral. Pando donde se vende distintas variedades de maíz, hortalizas, especias, frutas, verduras, contigua a este un mercado de instrumentos de trabajo, machetes, picotas, palas, hachas, productos manufacturados localmente (puertas, ventanas, mesas), productos manufacturados de producción no local (catres, máquinas de coser, garrafas, cocinas, radios, bicicletas, electrodomésticos). Contiguo a este hay un mercado de aves (pichones, pavos, gallinas, patos) y conejos.

#### Un mercado de papa
Se vende papa de distintas variedades como Runa, Imilla, Holandesa etc, papaliza, ocas, traídas de K'uchu Punata, Tiraque, Quari, Miskha Mayu, Vacas y otros lugares. Contiguo a este hay un mercado de aves como gallinas, patos y de hortalizas.

#### Un mercado de coca
Venden coca al detalle y contiguo a este un mercado de alfarería “Mercado de Ollas” en el que se venden especialmente wirkhis, peroles de bronce, vasijas.

#### Plazuela de locoto
Venden locoto, tomates traídos de alrededores de la provincia y Saipina. En este también se venden cereales (trigo y cebada).

#### Mercados en las calles:
Solo funcionan en los días de feria: Calle Aroma y 9 de abril donde se vende productos manufacturados. Sucre e Ingavi donde se venden zapatos, ropa, sombreros, vestidos, todos de elaboración manufacturada en la provincia.

### Gastronomía
Dentro la culinaria punateña encontramos los siguientes platos:
'El Cuzqueño',

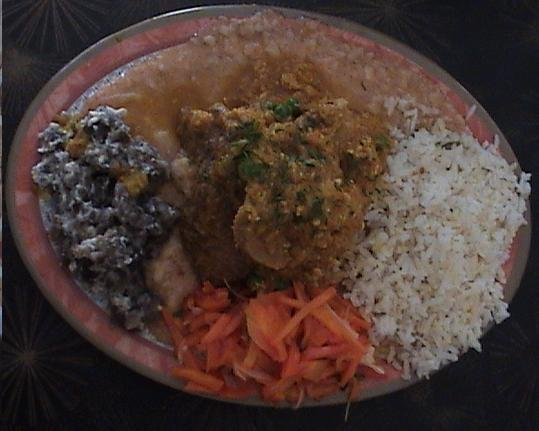
Cuzqueño

Es un plato típico llamado así porque en la época colonial los ajíes utilizados para su elaboración eran mandados a traer del Cuzco.
El plato de cuzqueño se sirve de variedades de carnes como: pollo, cordero y lengua de vaca; chuño; arroz; una ensalada de zanahorias, papas blancas, una lawa que se prepara a base de rosquete seco molido, y el cuzqueño propiamente dicho que es un ají preparado con arvejas, hubo, queso seco, que es muy picante. El plato generalmente se sirve en misas de nueve días, y se lo puede degustar en la Feria de las Tradiciones Punateñas.
'La Putachhanqa', 
Esta es una comida que se consume antes de tomar la chicha, se sirve a base de conejo cuis; un ají de puro locoto acompañado de arveja y haba; arroz o macarrón; chuño y papas blancas. Este plato es muy picante y por eso los comensales suelen acompañarla con chicha, el plato se puede degustar en los distintos restaurantes los días miércoles y viernes.
'Delicias punateñas: Rosquete y Lamp'aqanas', Punata elabora los deliciosos rosquetes que son vendidos en los días de fiesta y en el mercado central, estos son elaborados con harina y claras de huevo; las lamp'aqanas que son empanadas con relleno dulce y bañadas con dulce blanco.

## Religión

### Fiestas Religiosas
Festividad Cristo Señor de los Milagros
Historia del Cristo Señor de los Milagros

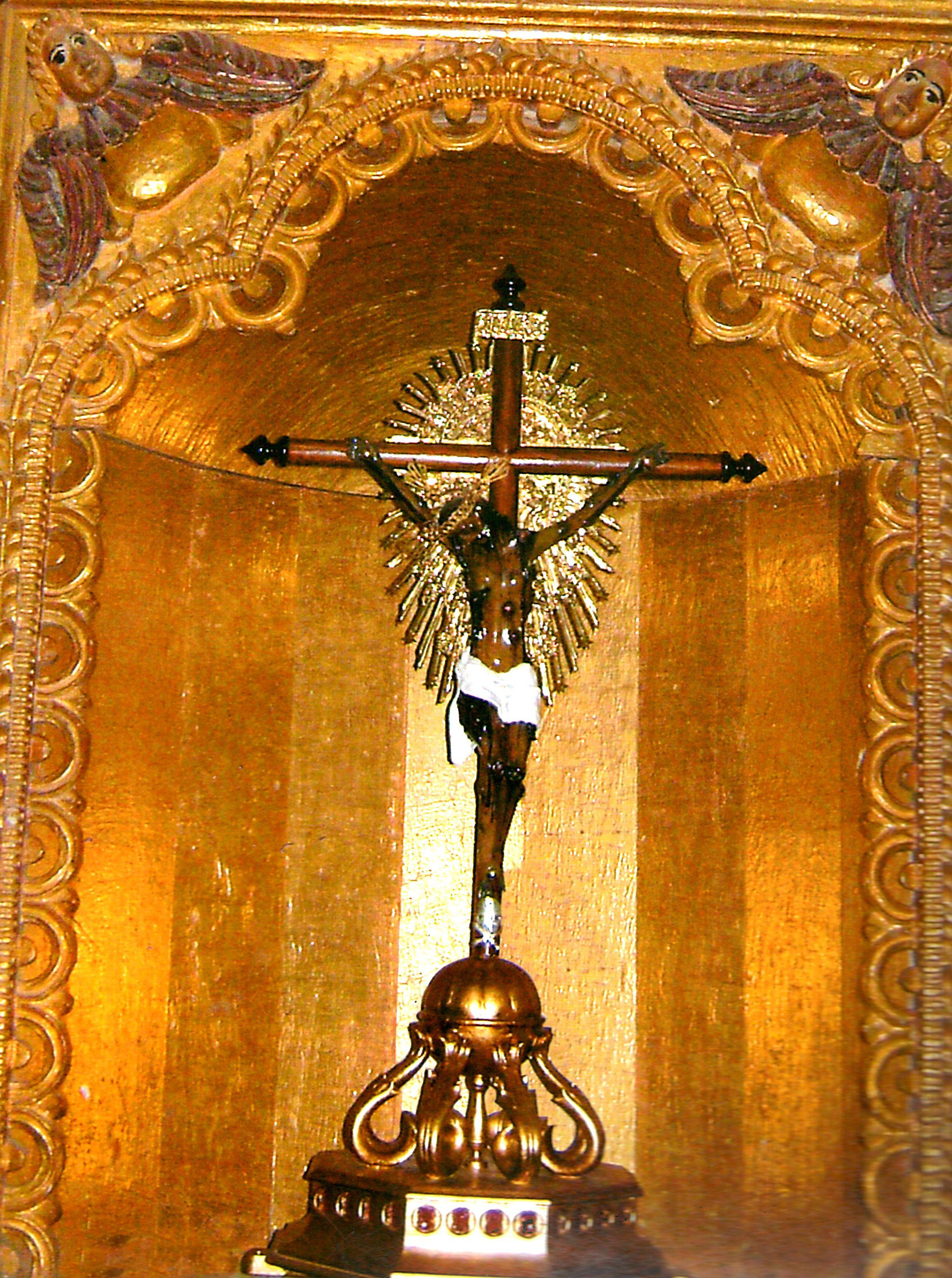
Señor de Milagros

Hablando del Señor de los milagros, fue el Señor Manuel de la Cruz Méndez, año 1843, Ministro de relaciones exteriores durante el gobierno del gral. José Ballivián, mando a traer al Señor Cristo Crucificado de los Milagros.
La obra maestra fue hecha en la Provincia de Burgos “España” y llevada a la provincia Toledo y remitió poco después al Perú. La sagrada imagen, llegó a Punata en calidad de obsequio al señor Silvestre Méndez más un bastón de carey con el siguiente encargo. La sagrada imagen será para el primer hijo sacerdote y el bastón para el primer hijo abogado.
Juan María Méndez, hijo de don Silvestre M., se consagró sacerdote y fue beneficiado con la imagen. Al ser nombrado párroco de Palca el año 1887, dejó la imagen en poder de la señora Petrona Navia. Un año antes de la muerte de la beneficiada, dejó al Cristo Crucificado de los Milagros al templo parroquial, por insinuación de algunos fieles.
Estando de párroco Cristóbal Jiménez y algunos voluntarios que conformaban el coro parroquial acordaron la fecha 24 de septiembre de 1919, como fiesta patronal del Templo de Punata, denominada, Señor de los Milagros, desde aquella vez año tras año se va sembrando esta festividad.
La imagen del Señor Cristo Crucificado de los Milagros, ha sido trabajada con tanta perfección, esmero y acierto que es un verdadero arte. Cuyo tamaño es de 50 cm además en la región de la columna vertebral a la altura de la cintura tiene una abertura de 3 cm, cubriendo de vidrio alguna reliquia desconocida.

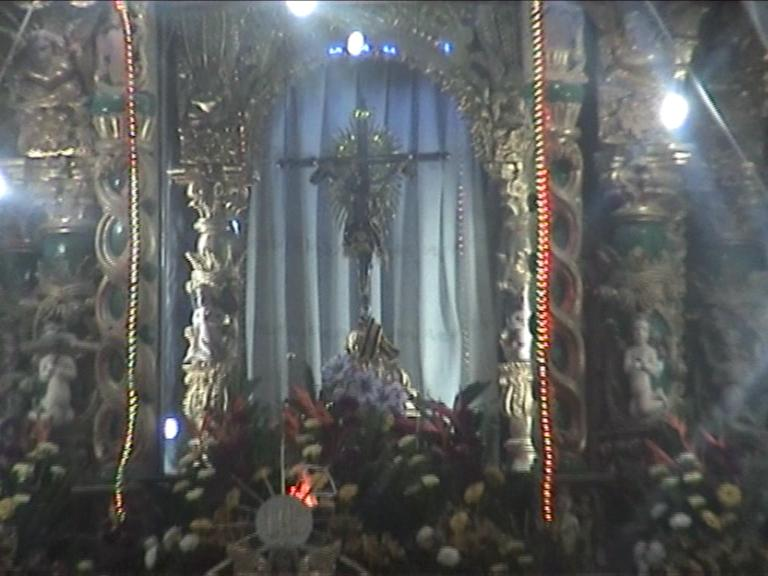
Señor de Milagros en el altar mayor del Templo San Juan Bautista

La Fiesta patronal del Señor de los Milagros fue nombrada Patrimonio Cultural del país el 2008 por el Congreso Nacional; al ser la mayor celebración religiosa folclórica en el valle alto cochabambino, esta fiesta es también la fiesta patronal de la Provincia de Punata. La festividad del Señor de los Milagros se realiza la penúltima semana de septiembre, esta fiesta tiene las siguientes actividades:
Fiesta en la zona de la "Era"
La fiesta del Señor de los Milagros es celebrada la penúltima semana de septiembre con mucha alegría y devoción en la zona de la Era, iniciándose la celebración los días martes, miércoles con misas, romerías y bailes en la zona de la Era para concluir la celebración el día jueves con el calvario y la feria del trueque, finalmente el señor es trasladado el día viernes por la tarde al Templo San Juan Bautista.
Recepción de los Peregrinos Residentes
El viernes por la tarde la imagen del Señor de los Milagros acompañado del equipo sacerdotal y bailarines es trasladado a la Capilla de Copacabana en la Av. Siles para recibir a los residentes punateños que vienen principalmente desde Santa Cruz y Vallegrande, posteriormente se dirigen al Templo San Juan Bautista realizando una procesión por las principales calles de la ciudad, acompañados de los bailarines y bandas musicales para concluir en una misa y bendición de los peregrinos residentes. 
Viernes de Serenata
En la noche del viernes después de la misa de Vísperas celebrada en el templo San Juan Bautista se realiza la gran serenata al Señor de los Milagros en la plaza principal 18 de mayo frente al templo San Juan Bautista. La fiesta está acompañada de las autoridades locales, los pasantes y el pueblo que se reúnen para presenciar grupos folclóricos, luces multicolores y figuras pirotécnicas.
Sábado de Entrada folclórica
El sábado es la entrada folclórica llena de colorido por las principales calles de Punata con la participaron de diversas fraternidades de Punata e invitados. Para esta entrada se adornan con rosones morados y cintas las calles por las cuales pasa la entrada. La misa empieza a las 11 de la mañana en el templo San Juan Bautista que es celebrada por el monseñor que al finalizar la ceremonia se dirigen a la capilla del Señor de Burgos en la Av. Los Libertadores para iniciar con el recorrido de la entrada por las principales calles de la ciudad y concluir en la puerta del templo San Juan Bautista en la plaza 18 de mayo. Las distintas fraternidades que participan en la entrada muestran todo el colorido del folklore boliviano, pero podemos destacar las siguientes fraternidades: Diablada Transporte Valle Punata, Caporales San Miguel, Morenada Central Punata, Tink'us Gualberto Villarroel, Pujllay Wiñay Marca, Morenada Real Sr. de los Milagros, y otras fraternidades organizadas por las unidades educativas, y fraternidades invitadas por la alcaldía municipal. En la noche es las vísperas en la zona del Quchi con bandas de música.
Domingo de Romería al K'ochi y Lunes de Alasitas
El domingo es misa y procesión a la zona del K'ochi, acompañada por las fraternidades donde se puede comprar distintos tipos de artesanías y en la noche se realiza las vísperas en la Av. Gualberto Villarroel, y el lunes misa, calvario y procesión en honor al señor de los Milagros hacia la capilla de la Av. Gualberto Villarroel. La fiesta termina con la bendición de los fieles y peregrinos y con la promesa de volver al año.
| Festividad del Cristo Señor de los Milagros, Punata    |                             |                                   |                               |                                       |
|                                                        |                             |                                   |                               |                                       |
| El Sr. de lo Milagros en la Plaza 18 de mayo de Punata | Procesión en la Calle Aroma | Caporales San Miguel              | Diablada Transp. Valle Punata | Caporales San José                    |
|                                                        |                             |                                   |                               |                                       |
| Lucifer                                                | Tobas ISECO                 | Morenada Real Sr. de los Milagros | Pujllay Wiñaymarca            | Tinkus San Simón fraternidad invitada |